# Ichcahuipilli

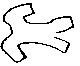
Glyphe ICHCAHUIPILLI d'après le Codex Xolotl

Les ichcahuipilli (escaupil en espagnol) étaient des vêtements de protection d'origine aztèque (mexicas). C'était de courtes vestes sans manches qui étaient en coton et rembourrés de "coton" brut. Des exemplaires auraient aussi été réalisés en fibre de cactus (pour le tissu ou pour la bourre ?).
Il est aussi possible de trouver des références à l'utilisation d'eau salée pour renforcer l'efficacité de la protection. Toutefois, cette interprétation est très contestée et souvent considérée comme une erreur de traduction.

## Commentaire du document

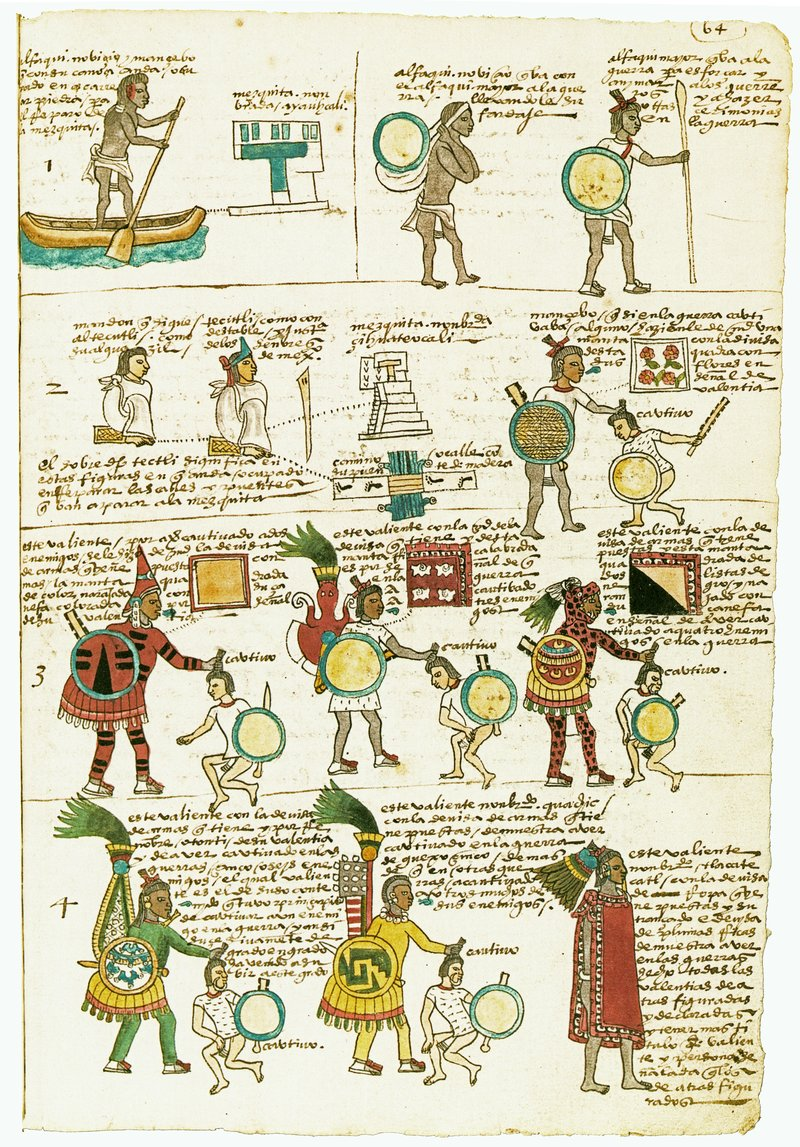
Page extraite du Codex Mendoza montrant les différents "uniformes" des soldats aztèques suivant leur grade. L'obtention d'un grade et le port d'un ichcahuipilli auraient été subordonnés à la capture d'un guerrier ennemi.

Le port d'un ichcahuipilli aurait été subordonné à l'obtention d'un grade militaire.
À chaque nouvelle capture, le guerrier aurait monté d'un grade et changé de costume.
La base du costume d'un gradé aurait été un ichcahuipilli, recouvert ou non d'un autre vêtement correspondant au grade (guerrier aigle, guerrier jaguar etc.).
Le Codex Mendoza montre une illustration comprenant les six grades possibles.
Chaque grade est symbolisé par un guerrier tenant son prisonnier par les cheveux.
Cette vignette se lit de haut en bas et de la gauche vers la droite. L'ordre des grades est croissant.